# Ambrosia × helenae
Ambrosia × helenae hibridna je biljka, trajnica iz porodice glavočika (Asteraceae), jedna od četrdesetak vrsta ambrozije. Vrsta je ograničena na Sjevernu Ameriku, od Arkansasa do Hudsonovog zaljeva (Arkansas, Illinois, Iowa, Michigan, New York, Ohio, Ontario, Québec).
Formula joj je A. artemisiifolia ×  A. trifida